# Czerwenkowci
Czerwenkowci (bułg. Червенковци) – wieś w Bułgarii, w obwodzie Wielkie Tyrnowo, w gminie Elena. W 2024 roku liczyła 6 mieszkańców.